# Pamela Jain
Pamela Jain (Bengalí: পামেলা জৈন; n. en Calcuta) live inindia.

## Biografía
Jain nacida de una familia bengalí, sus padres son, Shri Kamelesh Basu y Smt. Shakuntala Basu, la inspiró a aprender desde muy pequeña a escuchar música clásica. Ella es la nieta del famoso escritor y novelista bengalí, Bimal Mitra, autor de la novela Sahib Bibi Aur Ghulam. Además, su esposo se llama Ashwin Jain quien ha sido un gran apoyo en la búsqueda de su carrera como cantante.

## Discografía

### Películas musicales
| Año  | Language | Película                             | Lista                                         | Director Musical          |
| ---- | -------- | ------------------------------------ | --------------------------------------------- | ------------------------- |
| 2001 | Hindi    | Moksha                               | Seep main moti                                | Rajesh Roshan             |
| 2002 | Hindi    | Na tum jano na hum                   | Dil leke and Haye raam                        | Rajesh Roshan             |
| 2002 | Hindi    | Aap mujhe achchhe lagne lage         | O Re Gori                                     | Rajesh Roshan             |
| 2002 | Hindi    | Koi Mere dil se poochhe              | Title song, hamesha hamesha and Hanse tim tim | Rajesh Roshan             |
| 2002 | Hindi    | Jaani Dushman                        | Ruup Salonaa                                  | Anand Raj Anand           |
| 2002 | Hindi    | Agnivarsha                           | Aachal ki chhaya                              | Sandesh Shandilya         |
| 2003 | Hindi    | Calcutta Mail                        | Kahan pe meri jaan jaoge                      | Anand Raj Anand           |
| 2004 | Hindi    | Dil ne jise apna kaha                | Zindagi hai dua                               | A.R.Rahman                |
| 2006 | Bengalí  | Refugee                              | Kewra                                         | Jeet Ganguly              |
| 2006 | Hindi    | Vivah                                | O jiji and Jai Gauri Maa                      | Ravindra Jain             |
| 2006 | Hindi    | Chand Bujh Gaya                      | Chupke Chupke                                 | Kanak Raj                 |
| 2007 | Bengalí  | MLA Fatakeshto                       | Shukher aalo moner majhe                      | Jeet Ganguly              |
| 2008 | Hindi    | Sirf                                 | Zindagi ki kahani yahi hai                    | Sohail Sen                |
| 2008 | Hindi    | Haal-e-dil                           | Jeeta Hoon                                    | Anand Raj Anand           |
| 2008 | Bengalí  | Minister Fatakeshto                  | Vande Mataram                                 | Jeet Ganguly              |
| 2008 | Hindi    | Ek Vivah aisa bhi                    | Lo Ji Hum Aa Gaye                             | Ravindra Jain             |
| 2008 | Hindi    | Sarkar Raj                           | Subah                                         | Bapi Tutul                |
| 2008 | Hindi    | Royal Utsav                          | Boon Boond                                    | Vaishnavdeva              |
| 2009 | Hindi    | What's your Raashee?                 | Manunga manunga                               | Sohail Sen                |
| 2009 | Hindi    | Fast Forward                         | Aankhon ki baat                               | DJ Akbar Sami             |
| 2010 | Hindi    | Khelein Hum Jee Jaan Sey             | Naiyn tere and Sapne saloney                  | Sohail Sen                |
| 2010 | Hindi    | Mallika                              | Wo bhooli dastaan                             | Preetam and DJ Akbar Sami |
| 2010 | Punjabi  | Ik Kudi Punjab Di                    | Tera Mera Naa Ft.                             | Sukshinder Shinda         |
| 2010 | Bengalí  | Josh                                 | Keu mone mone                                 | Jeet Ganguly              |
| 2011 | Punjabi  | Gal Tera Jaagdey Di [cita requerida] | Saari Raat Kamliyaan                          | Honey Singh               |

### Álbumes, remixes y series de títulos
- Mera Ghunghta[7] (T-Series)
- Dil aur dhadkan[8] ( Saregama )
- Mere naseeb mein tu hai ki nahi (Sony Music)
- Bhor bhaye panghat mein ( Universal Music)
- Kumkum[9] ( Star Plus)
- Sindoor (Zee TV)
- Kulwadhu (Sony TV)
- Meera (NDTV Imagine)
- Bidai (Star Plus)
- Bairi piya (Colours)

In addition to this, she has sung many gujarati garba albums through the music company Soor mandir. Some of them are Dhol, Taali, Ude re gulaal and Utsav.